# Саїдов Рустам Тухтасинович
Саїдов Рустам Тухтасинович (узб. Rustam Toʻxtasinovich Saidov; нар. 6 лютого 1978, Душанбе) — узбецький боксер надважкої ваги, призер Олімпійських ігор, чемпіон Азійських ігор і Азії, призер чемпіонату світу.

## Спортивна кар'єра
Наприкінці 1990-х років Саїдов був призером кількох престижних турнірів, в тому числі 1999 року став переможцем чемпіонату Азії в Ташкенті і III Центральноазійських ігор в Бішкеку.

### Виступ на Олімпіаді 2000
- у 1/8 фіналу переміг Ахмеда Абделя Самада (Єгипет) — 21-8
- У чвертьфіналі переміг Арта Бінковського (Канада) — за явною перевагою
- У півфіналі програв Мухтархану Дільдабекову (Казахстан) — 22-28 і отримав бронзову нагороду.

2001 року переміг Педро Карріона (Куба) та програв Олександрові Повєткіну (Росія) і зайняв друге місце на Іграх доброї волі.
2002 року став переможцем Азійських ігор, здолавши у фіналі Мухтархана Дільдабекова.
2003 року на чемпіонаті світу Саїдов здобув перемоги над Ахметом Аксу (Туреччина) і Маріушем Марку (Румунія), а в півфіналі програв Олександрові Повєткіну (Росія) — 10-30.
2004 року на Олімпійських іграх Саїдов програв в першому бою Мікелю Лопесу Нуньєс (Куба) — 13-18.
На чемпіонаті світу 2005 здобув перемоги над Куртужем Сабо (Угорщина) і Робертом Хеленіусом (Фінляндія), а в чвертьфіналі безнадійно програв шульзі Роману Романчуку (Росія) — 2-22.
2006 року на Азійських іграх став чемпіоном вдруге, здобувши дострокові перемоги над Нурпаїсом Торобековим (Киргизстан) в чвертьфіналі, Ясемом Делаварі (Іран) в півфіналі і Мухтарханом Дільдабековим в фіналі.
2007 року  Саїдов вдруге став чемпіоном Азії, але на чемпіонаті світу зазнав поразки в першому раунді першого бою від Магомеда Абдусаламова (Білорусь).